# آلن دزابانا
آلن دزابانا (انگلیسی: Alan Dzabana؛ زادهٔ ۲۵ مارس ۱۹۹۷) بازیکن فوتبال اهل فرانسه است.
از باشگاه‌هایی که در آن بازی کرده‌است می‌توان به باشگاه فوتبال لو آور اشاره کرد.